# Zimmer (Familienname)
Zimmer ist ein Familienname.

## Verbreitung
Der Name Zimmer gehört zu den 140 häufigsten Familiennamen in Deutschland und befindet sich auf Platz 134. 0,5 % (rund 13.200 Telefonbucheinträge) der deutschen Bevölkerung haben diesen Nachnamen.

## Namensträger

### A
- Adolf Zimmer (1908–1940), polnischer Fußballspieler
- Alf Zimmer (* 1943), deutscher Psychologe
- Alfred Zimmer (Konstrukteur) (1920–2011), deutscher Konstrukteur, Pionier der Finite-Elemente-Methode
- Alfred Zimmer (Mediziner) (1923–2008), deutscher Generalarzt
- Alois Zimmer (1896–1973), deutscher Politiker (CDU), MdB
- Andreas von Zimmer (1778–1853), österreichischer Feldmarschallleutnant
- Andreas Zimmer (* 1957), deutscher Diplomat
- Anja Zimmer (* 1966), deutsche Juristin
- Annette Zimmer (* 1954), deutsche Politikwissenschaftlerin

### B
- Benedikt Zimmer (* 1961), deutscher Generalleutnant
- Bernard Zimmer (1893–1964), französischer Dialog- und Drehbuchautor
- Bernd Zimmer (* 1948), deutscher Maler
- Bernd Zimmer (Eishockeyspieler) (* 1970), deutscher Eishockeytorwart
- Bernhard Zimmer (* 1957), deutscher Maler
- Bruno Zimmer (* 1956), deutscher Politiker, Oberbürgermeister von Idar-Oberstein

### C
- Carl Zimmer (Politiker) (1818–1891), deutscher Politiker, Mitglied der Frankfurter Nationalversammlung
- Carl Zimmer (Architekt), deutscher Architekt
- Carl Zimmer (1869–1935), deutscher Chorleiter, Dirigent und Komponist, siehe Yoshitomo
- Carl Zimmer (Zoologe) (1873–1950), deutscher Zoologe
- Carl Zimmer (Publizist) (* 1966), US-amerikanischer Wissenschaftsjournalist
- Christiane Zimmer (1902–1987),  österreichisch-amerikanische Sozialwissenschaftlerin
- Christopher Zimmer (* 1959), deutscher Schriftsteller
- Constance Zimmer (* 1970), US-amerikanische Schauspielerin

### D
- Daniel Zimmer (Unternehmer) (1859–1927), deutscher Unternehmensgründer
- Daniel Zimmer (* 1959), deutscher Rechtswissenschaftler
- Detlef Zimmer (* 1953), deutscher Fußballspieler und -trainer
- Diana Zimmer (* 1998), deutsche Betriebswirtin und Politikerin (AfD), Bundestagsabgeordnete
- Dick Zimmer (Richard Alan Zimmer; * 1944), US-amerikanischer Politiker
- Dieter Zimmer (Journalist) (1939–2024), deutscher Fernsehjournalist und Schriftsteller
- Dieter Zimmer (Managementwissenschaftler) (* 1941), deutscher Managementwissenschaftler und Hochschullehrer
- Dieter Zimmer (Designer) (* 1944), deutscher Architekt und Hochschullehrer
- Dieter Zimmer (Politiker) (* 1958), deutscher Politiker (SPD)
- Dieter E. Zimmer (1934–2020), deutscher Journalist und Schriftsteller
- Don Zimmer (1931–2014), US-amerikanischer Baseballspieler, -trainer und -manager

### E
- Eduard Zimmer (1888–1972), württembergischer Landrat
- Elke Zimmer (* 1966), deutsche Politikerin (Grüne)
- Emil Zimmer (1912–1975), tschechischer Maler
- Emma Zimmer (1888–1948), deutsche KZ-Aufseherin
- Ernst Zimmer (Maler) (1864–1924), deutscher Maler und Illustrator
- Ernst Zimmer (Physiker) (1887–1965), deutscher Physiker
- Ernst Zimmer (Agrarwissenschaftler) (1929–2016), deutscher Agrarwissenschaftler
- Erwin Zimmer (* 1953), deutscher Fußballspieler
- Eyck Zimmer (* 1969), deutscher Koch

### F
- Felix Zimmer (* 1979), deutscher Schauspieler und Autor
- Florian Zimmer (* 1983), deutscher Magier
- François Zimmer (1860–1920), Bankier und Politiker (Zentrum)
- Frans Zimmer (* 1985), bekannt als Alle Farben, deutscher DJ und Musikproduzent
- Franz Zimmer (1765–1842), deutscher Kunsthändler und Verleger
- Friedrich Zimmer (Musikpädagoge) (1826–1899), deutscher Musikpädagoge und Komponist
- Friedrich Zimmer (Karl Friedrich Zimmer; 1855–1919), deutscher Theologe
- Fritz Zimmer (Schriftsteller) (1860–1939), deutscher Goldschmied, Heimat- und Mundartschriftsteller
- Fritz Zimmer (Künstler) (1874–1950), deutscher Maler
- Fritz Zimmer (Politiker), saarländischer Politiker (SPD)
- Fritz Zimmer (Architekt), deutscher Architekt
- Fritz Zimmer (Musiker) (1909–nach 1971), deutscher Violinist
- Fritz Zimmer (Fußballspieler) (1919–1992), deutscher Fußballspieler
- Fritz Zimmer (Mediziner) (1926–2012), deutscher Gynäkologe
- Fritz Alfred Zimmer (1880–1954), deutscher Lehrer und Dichter
- Fritz Paul Zimmer (1895–1975), deutsch-amerikanischer Bildhauer, Architekt und Designer

### G
- Gabriele Zimmer (* 1955), deutsche Politikerin (SED, PDS, Die Linke), MdL Thüringen
- Gerhard Zimmer (Journalist) (1939–2013), österreichischer Sportjournalist
- Gerhard Zimmer (Psychologe) (1943–2020), deutscher Psychologe
- Gerhard Zimmer (Archäologe) (* 1949), deutscher Klassischer Archäologe
- Gerhard Martin Zimmer (1943–2020), deutscher Berufsbildungsforscher
- Gisela Luther-Zimmer (* 1951), deutsche Kunsthistorikerin und Kuratorin
- Greta Zimmer Friedman (1924–2016), österreichisch-US-amerikanische Designerin, Künstlerin und Restaurateurin
- Grete Zimmer (auch Greta Zimmer; 1922–2003), österreichische Schauspielerin
- Guido Zimmer (1911–1977), deutscher SS-Obersturmführer und Geheimdienstmitarbeiter
- Günther Zimmer (1935/1936–2010), deutscher Hubschrauberpilot
- Gustav Zimmer (* 1875), deutscher Kapitän zur See

### H
- HP Zimmer (Hans-Peter Zimmer; 1936–1992), deutscher Maler und Bildhauer
- Hans Zimmer (Literaturwissenschaftler) (1870–1939), deutscher Literaturwissenschaftler
- Hans Zimmer (Artist) (um 1885–nach 1949), deutscher Artist
- Hans Zimmer (Unternehmer) (1906–nach 1967), deutscher Unternehmer
- Hans Zimmer (Chemiker) (Hans Willi Zimmer; 1921–2001), deutscher Chemiker und Hochschullehrer in den USA
- Hans Zimmer (Autor) (* 1946), deutscher Theaterpädagoge und Autor
- Hans Zimmer (* 1957), deutscher Filmkomponist
- Hans J. Zimmer (1917–1963), deutscher Erfinder und Unternehmer
- Hans-Jürgen Zimmer (* 1951), deutscher Fußballspieler
- Harro Zimmer (1935–2025), deutscher Astronom und Journalist
- Heinrich Zimmer (Keltologe) (1851–1910), deutscher Keltologe und Indologe
- Heinrich Zimmer (Indologe) (1890–1943), deutscher Indologe
- Heinrich W. B. Zimmer, deutscher Buchhändler und Verleger
- Hélène Zimmer (* 1989), französische Schauspielerin und Drehbuchautorin
- Hellmut Zimmer (1919–2008), deutscher Physiker und Hochschullehrer
- Helmut Zimmer (* 1965), deutscher Unternehmer und Handwerkskammer-Funktionär
- Henriette Philippine Zimmer (1748–1815), Tante der Brüder Grimm
- Herbert Zimmer (Fußballspieler) (* 1953), deutscher Fußballspieler
- Herbert Zimmer (Schachspieler) (* 1955), deutscher Fernschachspieler
- Hermann Zimmer (Politiker, 1814) (1814–1893), deutscher Politiker, MdL Baden
- Hermann Zimmer (Politiker, 1867) (1867–1928), deutscher Gewerkschafter und Politiker (SPD), MdL Preußen
- Horst-Günter Zimmer (1937–2016), deutscher Mathematiker

### J
- Jakob Friedrich Zimmer (1899–1979), deutscher Politiker und Studentenführer
- Ján Zimmer (1926–1993), slowakischer Komponist und Pianist
- Jean Zimmer (* 1993), deutscher Fußballspieler
- Joana Zimmer (* 1982), deutsche Sängerin
- Johann Conrad Zimmer (1817–1898), Landtagsabgeordneter Großherzogtum Hessen
- Johann Georg Zimmer (1777–1853), deutscher Pfarrer, Verleger und Abgeordneter der 2. Kammer der Landstände des Großherzogtums Hessen
- Johann Heinrich Ehrenfried Zimmer (1774–1851), deutscher Holzstecher, Maler, Zeichner und Zeichenlehrer
- John Todd Zimmer (1889–1957), US-amerikanischer Ornithologe
- Josef Zimmer (Politiker) (1854–1945), österreichisch-mährischer Politiker, Reichstagsabgeordneter
- Josef Zimmer (Maler) (1919–1995), deutscher Maler und Grafiker
- Josef Zimmer (Unternehmer), deutscher Gründer von Jozi-Reisen
- Judith Zimmer (* 1965), deutsche Fernsehmoderatorin
- Jürgen Zimmer (Kunsthistoriker) (* 1937), deutscher Kunsthistoriker und Bibliothekar
- Jürgen Zimmer (Erziehungswissenschaftler) (1938–2019), deutscher Erziehungswissenschaftler

### K
- Kai Zimmer (* 1964), deutscher Medienkünstler
- Karl Zimmer (Historiker) (Johann Karl Gottlieb Zimmer; 1800–??), deutscher Lehrer und Historiker
- Karl Zimmer (Forstwissenschaftler) (Heinrich Franz Karl Zimmer; 1803–1854), deutscher Forstwissenschaftler und Hochschullehrer
- Karl Zimmer, eigentlicher Name von Yoshitomo (1869–1935), deutscher Chorleiter, Dirigent und Komponist
- Karl Zimmer (General) (* 1930), deutscher Brigadegeneral
- Karl Zimmer (Gartenbauwissenschaftler) (1933–2020), deutscher Gartenbauwissenschaftler und Hochschullehrer
- Karl Friedrich Zimmer (1855–1919), deutscher Theologe, siehe Friedrich Zimmer
- Karl Günther Zimmer (1911–1988), deutscher Physiker
- Karl-Heinz Zimmer (1937–2019), deutscher Politiker (CDU), Oberbürgermeister von Kiel
- Karl Otto Zimmer (1923–2004), deutscher Richter
- Katharina Zimmer (1902–1943), deutsche römisch-katholische Ordensfrau, Missionarin und Märtyrin, siehe Anglina Zimmer
- Katharina Zimmer (* 1925), deutsch-US-amerikanische Literaturwissenschaftlerin, siehe Katharina Mommsen
- Kim Zimmer (* 1955), US-amerikanische Schauspielerin
- Kurt Zimmer (Richter) (1885–1941), deutscher Richter
- Kurt Zimmer (Kanute) (1924–2008), deutscher Kanute
- Kurt Zimmer (Sportmediziner) (1946–2019), deutscher Sportmediziner und Hochschullehrer
- Kyle Zimmer, US-amerikanische Unternehmerin
- Kyle Zimmer (Baseballspieler) (* 1991), US-amerikanischer Baseballspieler

### L
- Lars Zimmer (Biathlet) (* 1985), deutscher Biathlet
- Lars-Jörn Zimmer (* 1970), deutscher Politiker
- Lotte Zimmer (1813–1879), deutsche Pflegerin von Friedrich Hölderlin
- Louis Zimmer (1888–1970), belgischer Uhrmacher
- Lucidius Zimmer (1900–1944), deutscher römisch-katholischer Ordensbruder, Steyler Missionar und Märtyrer

### M
- Manfred Zimmer (* 1941), deutscher Fußballspieler
- Marion Zimmer Bradley (1930–1999), US-amerikanische Schriftstellerin
- Markus Zimmer (Musiker) (1964–2006), deutscher Musiker
- Markus Zimmer (Filmproduzent) (* 1966), deutscher Filmproduzent
- Marlene Zimmer (* 1987), deutsche Schauspielerin
- Martin Zimmer (Biologe) (* 1967), deutscher Biologe und Hochschullehrer
- Martin Zimmer (Fußballspieler) (* 1970), deutscher Fußballspieler
- Matthias Zimmer (1961–2023), deutscher Politikwissenschaftler, Publizist und Politiker (CDU)
- Max Zimmer (1889–1957), deutsch-schweizerischer Missionar, Übersetzer und Redakteur
- Maximilian Zimmer (Jurist) (* 1965), deutscher Jurist und Honorarprofessor
- Maximilian Zimmer (Fußballspieler) (* 1992), deutscher Fußballspieler
- Michael Zimmer (* 1955), deutscher Fußballspieler
- Mike Zimmer (* 1956), US-amerikanischer American-Football-Trainer
- Moritz Zimmer (* 1993), deutscher Fußballspieler

### N
- Nicolai Zimmer (1810–1894), dänischer Inspektor von Grönland
- Nicolas Zimmer (* 1970), deutscher Politiker (ehem. CDU)
- Nina Zimmer (* 1973), deutsche Kunsthistorikerin
- Norbert Zimmer (1911–2007), österreichischer Manager
- Norma Zimmer (1923–2011), US-amerikanische Sängerin

### O
- Olaf Zimmer (* 1964), deutscher Sozialpädagoge und Politiker (Die Linke)
- Oliver Zimmer (* 1963), Schweizer Historiker
- Otto Zimmer (Organist) (1822–1896), deutscher Organist
- Otto Zimmer (1866–1940), deutscher Politiker (SPD), MdL Sachsen

### P
- Patrick Siegfried Zimmer (Pseudonym finn.; * 1977), deutscher Regisseur, Autor, Produzent, Sänger, Designer und Schauspieler
- Patritius Benedikt Zimmer (1752–1820), deutscher Theologe und Philosoph
- Paul Zimmer (General) (1860–1927), deutscher Generalmajor
- Paul Zimmer (Autor) (* 1934), US-amerikanischer Dichter und Autor
- Pete Zimmer (* 1977), US-amerikanischer Jazz-Schlagzeuger und Bandleader
- Peter Zimmer (Politiker, 1868) (1868–1957), deutscher Politiker (SPD)
- Peter Zimmer (Politiker, 1887) (1887–1970), deutscher Politiker (SPS)
- Peter Zimmer, Geburtsname von Peter Suska-Zerbes (* 1954), deutscher Schriftsteller und Pädagoge
- Petru Zimmer (1948–2014), rumänischer Fußballspieler
- Philipp Zimmer (1905–1975), deutscher Politiker (CDU)
- Phillip Zimmer (?–2007), britischer Unternehmer und Fußballfunktionär
- Pierre Zimmer (* 1990), französischer Fußballspieler

### R
- Reiner Zimmer (* 1964), deutscher Politiker (SPD)
- Renate Zimmer (* 1947), deutsche Erziehungswissenschaftlerin
- Richard Zimmer (General) (1893–1971), deutscher Generalleutnant
- Richard Zimmer (Manager) (* 1948/1949), deutscher Ministerialbeamter und Gesundheitsmanager
- Richard K. Zimmer (Richard K. Zimmer-Faust; * um 1953), US-amerikanischer Biologe und Hochschullehrer
- Robert Zimmer (Philosoph) (* 1953), deutscher Philosoph und Publizist
- Robert Jeffrey Zimmer (1947–2023), US-amerikanischer Mathematiker und Hochschullehrer
- Rod Zimmer (1942–2016), kanadischer Manager und Politiker
- Roland Zimmer (1933–1993), deutscher Musikpädagoge
- Rudolf Zimmer (1878–1959), deutscher Politiker (Zentrum)
- Rudolf Zimmer (Romanist) (1941–2006), deutscher Romanist und Hochschullehrer

### S
- Sebastian Zimmer (* 1982), deutscher Fußballspieler
- Siegfried Zimmer (Mineraloge) (1915–1984), deutscher Mineraloge
- Siegfried Zimmer (Politiker) (1930–2009), deutscher Politiker (CDU), MdA
- Siegfried Zimmer (Mediziner), deutscher Mediziner
- Siegfried Zimmer (Religionspädagoge) (* 1947), deutscher Pädagoge und Theologe
- Sonja Zimmer, eigentlicher Name von Rebecca Immanuel (* 1970), deutsche Schauspielerin
- Stefan Zimmer (* 1947), deutscher Indogermanist und Keltologe
- Stefan Zimmer (Klarinettist) (* 1964), deutscher Klarinettist

### U
- Ulrike Hilpert-Zimmer (* 1964), deutsche Juristin und Richterin
- Ute Zimmer (* 1964), deutsche Amateurastronomin
- Uwe Zimmer (* 1951), deutscher Autor

### V
- Volker Zimmer (* 1949), deutscher Generalmajor

### W
- Walter Zimmer (Sänger) (1886–1940), deutscher Opernsänger (Bariton)
- Walter Zimmer (Politiker, 1898) (1898–1975), deutscher Politiker (SPD), MdL Rheinland-Pfalz und Saarland
- Walter Zimmer (Journalist) (* 1923), deutscher Beamter, Sportjournalist und Heimatforscher
- Walter Zimmer (Politiker, 1945) (* 1945), uruguayischer Arzt und Politiker (Partido Nacional)
- Walter Zimmer (Grasskiläufer), deutscher Grasskiläufer
- Werner Zimmer (Ringer) (1929–2019), deutscher Ringer
- Werner Zimmer (Moderator) (1936–2015), deutscher Hörfunk- und Fernsehmoderator
- Wilhelm Zimmer (1853–1937), deutscher Maler
- Wilhelm Zimmer (Politiker) (1864–nach 1945), deutscher Politiker (Zentrum)
- Wilhelm Zimmer (Architekt) (1900–1976), Schweizer Architekt und Politiker
- Winfried Zimmer (* 1954), deutscher General
- Wolfgang Zimmer (* 1920), deutscher Kulturfunktionär
- Wolfgang Zimmer (Philologe) (* 1940), deutscher Germanist und Literaturwissenschaftler